# Кім Хун Бінь
Кім Хун Бінь (кор. 김홍빈; 20 листопада 1964 — 19 липня 2021) — південнокорейський альпініст і лижник.
У 1991 році він втратив десять пальців під час сходження на гору Деналі, але не залишив альпінізм і продовжував займатися лижним спортом і брав участь у Паралімпійських іграх. Згодом став першою людиною з обмеженими можливостями, яка здійснила сходження на 14 вершин Гімалаїв, найвищих вершин семи континентів і висотою 8000 метрів . Однак 19 липня 2021 року під час сходження на гімалайський Броуд-пік, останній восьмитисячник, він зник у процесі спуску після сходження на вершину та помер у горі як альпініст, тіло якого так і не знайшли.